# Fredrik Lindberg
Fredrik Lindberg (n. 2 februarie 1986, Bro⁠(d), Comitatul Stockholm, Suedia) este un jucător de curl ce a reprezentat Suedia, medaliat olimpic. A participat la 2 ediții ale Jocurilor Olimpice (2010, 2014) în care a câștigat o medalie de bronz.